# Love Comes to Everyone
«Love Comes to Everyone» — песня Джорджа Харрисона с альбома George Harrison. Была издана в 1979 году как второй сингл с этого альбома, вслед за «Blow Away». «Love Comes to Everyone» стала популярной песней на радио, но не попала в чарты. В 1989 году песня также вышла на компиляционном альбоме Харрисона Best of Dark Horse 1976–1989. Харрисон исполнил эту песню во время концертного тура в Японии в декабре 1991 года.
Первая кавер-версия «Love Comes to Everyone» была записана в 1983 году на португальском языке бразильской певицей Зизи Посси и вышла на альбоме Pra Sempre E Mais Um Dia. В 2005 году Эрик Клэптон записал другую кавер-версию для своего альбома Back Home.